# تراستنیک
تراستنیک شهری در استان پلون کشور بلغارستان است که جمعیت آن در سال ۲۰۰۱ میلادی ۴٬۷۸۴ نفر بوده‌است.